# Clement Mwkalula
Clement Mwkalula (ur. 19 lipca 1955) – malawijski piłkarz grający na pozycji bramkarza. W swojej karierze grał w reprezentacji Malawi.

## Kariera klubowa
Swoją piłkarską karierę Mkwalula rozpoczął w klubie Hardware Stars, w którym zadebiutował w 1974 roku. W 1977 roku został z nim mistrzem Malawi. W 1978 roku przeszedł do ADMarC Tigers. W 1982 roku wywalczył z nim mistrzostwo kraju. W 1986 roku grał w suazyjskim Manzini Wanderers FC.

## Kariera reprezentacyjna
W 1984 roku Mwkalula został powołany do reprezentacji Malawi na Puchar Narodów Afryki 1984. Na tym turnieju zagrał w trzech meczach grupowych: z Algierią (0:3), z Nigerią (2:2) i z Ghaną (0:1).